# Esiliiga B 2019
L'Esiliiga B 2019 è stata la 7ª edizione della terza divisione del campionato di calcio estone. Il campionato si è disputato tra il 9 marzo e il 10 novembre 2019 ed è stato vinto dal Nõmme United per la prima volta nella sua storia.

## Stagione

### Novità
Dall'Esiliiga 2018 sono retrocessi il Kalju Nõmme Under-21 e il Keila (quest'ultimo dopo aver perso lo spareggio), mentre dalla II Liiga sono stati promossi il Volta Põhja-Tallinn, il Viimsi e il Tabasalu (quest'ultimo dopo aver vinto lo spareggio). Queste squadre sostituiscono le tre neopromosse in Esilliga TJK Legion, Tammeka Tartu Under-21 e Järve Kohtla-Järve, e le due retrocesse in II Liiga Ajax Lasnamäe e Flora Tallinn Under-19.

### Formula
Le 10 squadre partecipanti si affrontano in un doppio girone di andata e ritorno, per un totale di 36 giornate. Le prime due squadre in classifica vengono promosse in Esiliiga, mentre la terza disputa uno spareggio contro la penultima dell'Esiliiga. Sono escluse dalla possibilità di promozione le formazioni Under-21 che hanno la prima squadra nella serie superiore. Le ultime due classificate retrocedono direttamente in II Liiga, mentre l'ottava classificata disputa uno spareggio contro la vincente dei play-off di II Liiga.

### Avvenimenti
Il Nõmme United ha vinto il campionato e conquistato la matematica promozione in Esiliiga con tre giornate di anticipo rispetto alla fine della stagione.

## Squadre partecipanti
| Club                | Città    | Stadio                      | Posizione 2018                                              |
| ------------------- | -------- | --------------------------- | ----------------------------------------------------------- |
| Helios Võru         | Võru     | Võru Spordikeskuse Staadion | 6º posto in Esiliiga B                                      |
| Kalju Nõmme U21     | Tallinn  | Hiiu Staadion               | 10º posto in Esiliiga                                       |
| Keila               | Keila    | Keila Staadion              | 9º posto in Esiliiga, perde i play-out                      |
| Nõmme United        | Tallinn  | Männiku Staadion            | 5º posto in Esiliiga B                                      |
| Paide U21           | Paide    | Paide Linnastaadion         | 8º posto in Esiliiga B                                      |
| Pärnu JK            | Pärnu    | Pärnu Rannastaadion         | 4º posto in Esiliiga B                                      |
| Tabasalu            | Tabasalu | Tabasalu Arena              | 3º posto nel girone Sud/Ovest di II Liiga, vince i play-off |
| Vaprus Vändra       | Vändra   | Vändra Staadion             | 7º posto in Esiliiga B                                      |
| Viimsi              | Viimsi   | Vimsi KK Staadion           | 2º posto nel girone Sud/Ovest di II Liiga                   |
| Volta Põhja-Tallinn | Tallinn  | Sõle Staadion               | 1º posto nel girone Nord/Est di II Liiga                    |

## Classifica finale
|  | Pos. | Squadra             | Pt | G  | V  | N | P  | GF  | GS  | DR  |
|  | ---- | ------------------- | -- | -- | -- | - | -- | --- | --- | --- |
|  | 1.   | Nõmme United        | 85 | 36 | 27 | 4 | 5  | 118 | 38  | +80 |
|  | 2.   | Vaprus Vändra       | 68 | 36 | 21 | 5 | 10 | 97  | 71  | +26 |
|  | 3.   | Pärnu JK            | 62 | 36 | 19 | 5 | 12 | 82  | 53  | +29 |
|  | 4.   | Kalju Nõmme U21     | 61 | 36 | 19 | 4 | 13 | 79  | 50  | +29 |
|  | 5.   | Viimsi              | 52 | 36 | 16 | 4 | 16 | 75  | 68  | +7  |
|  | 6.   | Keila               | 46 | 36 | 14 | 4 | 18 | 67  | 87  | -20 |
|  | 7.   | Tabasalu            | 43 | 36 | 13 | 4 | 19 | 77  | 79  | -2  |
|  | 8.   | Paide U21           | 39 | 36 | 11 | 6 | 19 | 61  | 87  | -26 |
|  | 9.   | Helios Võru         | 34 | 36 | 10 | 4 | 22 | 48  | 101 | -53 |
|  | 10.  | Volta Põhja-Tallinn | 29 | 36 | 9  | 2 | 25 | 53  | 123 | -70 |

Legenda:

      Promossa in Esiliiga 2020

 Ammessa agli spareggi promozione o retrocessione

      Retrocessa in II Liiga 2020
(*) squadra ineleggibile per la promozione.
Note:

Tre punti a vittoria, uno a pareggio, zero a sconfitta.
La classifica viene stilata secondo i seguenti criteri:
- Punti conquistati
- play-off (solo per decidere la squadra campione)
- Meno partite perse a tavolino
- Partite vinte
- Punti conquistati negli scontri diretti
- Differenza reti negli scontri diretti
- Differenza reti generale
- Reti totali realizzate
- Fair-play ranking

## Spareggi

### Play-off
|                | Risultati |                | Luogo e data              |
| -------------- | --------- | -------------- | ------------------------- |
| Pärnu JK       | 3 - 2     | Tarvas Rakvere | Pärnu, 17 novembre 2019   |
| Tarvas Rakvere | 0 - 4     | Pärnu JK       | Rakvere, 23 novembre 2019 |
|                |           |                |                           |

### Play-out
Lo spareggio previsto tra Paide U21 e Kalev Sillamäe non è stato disputato a causa della rinuncia del FCI Tallinn e dell'incompatibilità del Paide-3 e del Kalev Tallinn III all'iscrizione in Esiliiga B. Paide U21 e Läänemaa (al posto del Kalev Sillamäe per insolvenza) dunque prenderanno parte alla prossima Esiliiga B insieme all'Helios Võru, inizialmente retrocesso.